# ۱۱۶ (پیش از میلاد)
۱۱۶ (پیش از میلاد) ۱۱۶مین سال قبل از تقویم میلادی است.